# Souris d'hôtel (film, 1929)
Pour les articles homonymes, voir Souris d'hôtel.
Pour plus de détails, voir Fiche technique et Distribution.
Souris d'hôtel est un film muet français réalisé par Adelqui Millar, tourné en 1927 et sorti en 1929.
Le film est adapté de la pièce de théâtre Souris d'hôtel, comédie en quatre actes de Paul Armont et Marcel Gerbidon, créée au Théâtre Femina à Paris le 13 octobre 1919. Puis, comme cela se faisait parfois à l'époque, un roman signé d'un certain Charles Morency, publié en 1928, a été tiré du film.

## Fiche technique
- Titre : Souris d'hôtel
- Réalisation : Adelqui Millar
- Assistant à la réalisation : Jean Rossi
- Scénario : Adelqui Millar, d'après la pièce de Paul Armont et Marcel Gerbidon (1929)
- Intertitres : Lucie Derain
- Photographie : Nicolas Frenguelli et Nicolas Roudakoff
- Montage :
- Directeur artistique : Alexandre Kamenka
- Décors : Lazare Meerson
- Société de production : Les Films Albatros
- Société de distribution : Les Films Armor
- Pays de production :  France
- Langue : film muet avec les intertitres en français
- Métrage d'origine : 2 500 mètres
- Format : Noir et blanc — 35 mm — 1,37:1 — Muet
- Genre : Comédie
- Durée : 83 minutes
- Visa d'exploitation : 89852
- Date de sortie : 
  - France : 9 août 1929

## Distribution
- Ica von Lenkeffy : Rita, la souris de l'hôtel
- Suzanne Delmas : Suzanne
- Arthur Pusey : Jean Frémeaux
- Elmire Vautier : la comtesse de Charillon
- Yvonneck : César
- Louis Pré fils : Norbert Clavel
- Louis Alberti : le policier des jeux
- Isaure Douvan : Gérôme, le maître d'hôtel

## Autour du film
- La Cinémathèque française possède dans ses collections le négatif original du film sur support nitrate. Elle a procédé à une première opération de sauvegarde du film en 1990, en effectuant un tirage «ﾠà secﾠ», qui présentait l'inconvénient de reproduire tous les défauts (rayures, poussières, bactéries...) du négatif original. Elle a procédé en 2012 à une nouvelle restauration en effectuant cette fois un tirage « par immersionﾠ», qui a donné un résultat de bien meilleure qualité[réf. souhaitée].